# Olga Rjabinkina
Olga Sergejevna Rjabinkina (Russisch: Ольга Сергеевна Рябинкина) (Bryansk, 24 september 1976) is een Russisch atlete, die gespecialiseerd is in het kogelstoten. Ze werd eenmaal wereldkampioene en tweevoudig Russisch kampioene in deze discipline. Ook nam ze tweemaal deel aan de Olympische Spelen, maar won hierbij geen medailles.

## Biografie
In 2000 behaalde Rjabinkina op de Olympische Spelen van Sydney een tiende plaats bij het kogelstoten. Vier jaar later op de Olympische Spelen van Athene was haar 18,00 m niet voldoende om zich te plaatsen voor de finale.
In 2005 won ze op de Europese indoorkampioenschappen een bronzen en op de wereldkampioenschappen in Helsinki een zilveren medaille met een stoot van 19,64. Deze laatste medaille werd later opgewaardeerd naar een gouden in verband met de diskwalificatie van de aanvankelijke winnares, de Wit-Russische Nadzeja Astaptsjoek, die werd betrapt op een overtreding van het dopingreglement. In juni dat jaar verbeterde ze in Florence haar persoonlijk record tot 19,65.
In 2006 veroverde Olga Rjabinkina brons op de wereldindoorkampioenschappen, werd vierde bij het Europese kampioenschappen en tweede bij de IAAF wereldbeker. Tijdens de laatste wedstrijd gooide ze haar beste seizoenprestatie van 19,54. In dat jaar werd ze ook Russisch indoorkampioene kogelstoten. Op de EK indoor van 2007 behaalde ze brons met een afstand van 18,16.
Rjabinkina is aangesloten bij Dynamo in Bryansk.

## Titels
- Wereldkampioene kogelstoten - 2005
- Russisch kampioene kogelstoten - 2005, 2006
- Russisch indoorkampioene kogelstoten - 2005

## Persoonlijke records
| Onderdeel    | Prestatie | Datum        | Plaats   |
| ------------ | --------- | ------------ | -------- |
| kogelstoten  | 19,65 m   | 19 juni 2005 | Florence |
| discuswerpen | 61,66 m   | 16 mei 1998  | Brjansk  |

## Palmares

### kogelstoten
- 1993:  EJOF - 16,97 m
- 1995:  EK U20 - 16,55 m
- 2000: 10e OS - 17,85 m
- 2004:  Europese beker - 18,92 m
- 2004:  Europa Cup - 18,92 m
- 2004: 4e Wereldatletiekfinale - 18,64 m
- 2005:  Europa Cup - 19,65 m
- 2005:  EK - 18,83 m
- 2005:  WK - 19,64 m
- 2005:  EK indoor - 18,83 m
- 2005:  Europese beker - 19,65 m
- 2006:  WK indoor - 19,24 m
- 2006:  Wereldbeker - 19,54 m
- 2006: 4e EK - 19,02 m
- 2007:  EK indoor - 18,16 m

## Prestatieontwikkeling
| Jaar | Kogelstoten (in meter) |
| ---- | ---------------------- |
| 1999 | 17,99                  |
| 2000 | 19,20                  |
| 2001 | 17,85                  |
| 2002 | 19,20                  |
| 2003 | 19,07                  |
| 2004 | 19,12                  |
| 2005 | 19,65                  |
| 2006 | 18,56                  |